# Franz Peter Nick
Franz Peter Nick (* 27. Oktober 1772 in Winnweiler; † 11. Februar 1825 in Freiburg im Breisgau) war ein deutscher katholischer Geistlicher und Hochschullehrer.

## Leben
Franz Peter Nick war der Sohn eines Beamten; er hatte noch weitere Geschwister, von denen ein jüngerer Bruder später Mediziner wurde.
Er besuchte das Gymnasium in Freiburg im Breisgau und begann ein Philosophiestudium an der dortigen Hohen Schule (heute: Berthold-Gymnasium Freiburg). Während des Studiums begann er dann auch noch mit einem Theologiestudium. Das Studium wurde unterbrochen durch eine Anfrage, den Unterricht des Grafen von Bissingen in Konstanz für zwei Jahre zu übernehmen; anschließend erhielt er einen Freitisch im kaiserlichen Kollegium in Pavia, wo die zukünftigen katholischen Geistlichen der Erbstaaten ausgebildet wurden. In diesem Kollegium wurde jedes theologische Fach von mehreren Lehrern, die von verschiedenen Schulen und Orden kamen, unterrichtet.
Aufgrund der kriegerischen Entwicklung mit Frankreich ging er 1796 nach Wien und stellte sich dort Kaiser Franz II. vor, der ihm finanzielle Mittel zum weiteren Studium an der Universität Wien aus einem Studienfonds zur Verfügung stellte; Unterkunft fand er beim Geheimrat Ferdinand Fechtig (1756–1837). 
Am 24. September 1797 erfolgte seine Priesterweihe und er wurde im gleichen Jahr an der St. Martinspfarre in Freiburg im Breisgau als Kooperator und Katechet angestellt. Später kam die Aufgabe eines Religionslehrers an der örtlichen Schule hinzu und er wurde Bezirks-Schuldekan. 
Graf Maria Wilhelm Joseph Xaver Alois von Sickingen-Hohenburg (1777–1855) ernannte ihn 1806 zum Pfarrer in Ebnet, zwei Jahre später berief ihn dann jedoch Freiherr Franz Xavier Bernlapp von Bollschweil an die Pfarrei Wittnau.
Er war mit verschiedenen Gelehrten der Universität Freiburg im Breisgau befreundet, so mit dem Dichter Johann Georg Jacobi, in dessen Zeitschrift Iris er auch einige Aufsätze veröffentlichte, dazu war er mit Karl von Rotteck befreundet und gehörte zu den Verteidigern von Ignaz Heinrich von Wessenberg.
Er nutzte auch die Gelegenheit, Vorlesungen zu besuchen, so hörte er alle Vorträge von Franz Joseph Gall, als dieser einige Zeit in Freiburg war und seine Theorien zur Schädellehre vortrug. 
Als 1824 Ferdinand Geminian Wanker, der als Professor der Morallehre in der Theologischen Fakultät der Universität Freiburg im Breisgau tätig war, starb, wurde Franz Peter Nick zu seinem Nachfolger gewählt und vom Kaiser am 1. Mai 1824 als ordentlicher öffentlicher Professor bestätigt. Die Theologische Fakultät übertrug ihm nach sechs Monaten bereits die Fakultätsleitung und er wurde an höchster Stelle als Rektor vorgeschlagen.

## Ehrungen und Auszeichnungen
- Die Theologische Fakultät der Universität Freiburg im Breisgau ernannte ihn 1824 zum Ehrendoktor der Theologie.[5]

## Schriften (Auswahl)
- Der Regenten-Wechsel im Breisgau: Religiöse Abhandlung für den Tag, an welchem das Land Sr. Churfürstl. Durchlaucht von Baden huldigt. 1806.
- Die Beschwerden gegen den Bisthums-Verweser.1807.
- Erinnerung an Gaßner. 1821.
- Das gottgeweihte Herz Pius des Siebenten der christlichen Betrachtung dargestellt. 1823.